# Stora Vittsjön
Stora Vittsjön är en sjö i Borlänge kommun i Dalarna och ingår i Dalälvens huvudavrinningsområde. Sjön har en area på 0,107 kvadratkilometer och ligger 249,7 meter över havet.

## Delavrinningsområde
Stora Vittsjön ingår i det delavrinningsområde (668743-146496) som SMHI kallar för Utloppet av Rämen. Medelhöjden är 271 meter över havet och ytan är 33,89 kvadratkilometer. Räknas de 11 avrinningsområdena uppströms in blir den ackumulerade arean 80,6 kvadratkilometer. Tunaån (Flokån) som avvattnar avrinningsområdet har biflödesordning 2, vilket innebär att vattnet flödar genom totalt 2 vattendrag innan det når havet efter 252 kilometer. Avrinningsområdet består mestadels av skog (70 procent). Avrinningsområdet har 7,54 kvadratkilometer vattenytor vilket ger det en sjöprocent på 22,2 procent.